# 吉拉嘎浑迪
吉拉嘎浑迪，位于中国内蒙古自治区锡林郭勒盟东乌珠穆沁旗西北部的一条内陆干河，发源于嘎达布其镇敖来浩来格尔吉西北山区，自河源东南流，之后转西南流，于夏日哈达嘎查与乌德勒好来河汇流，向西北汇入呼布沁戈壁沼泽地带，最后流入伊和吉林郭勒。河长51.5千米，流域面积1197.31平方千米，河道平均比降为4.47‰。吉拉嘎浑迪平时无水，河道干涸，汛期汇集洪水。